# Calliphora stelviana
Calliphora stelviana – gatunek muchówki z rodziny plujkowatych i podrodziny Calliphorinae.

## Taksonomia
Gatunek ten opisany został w 1891 roku przez Friedricha Moritza Brauera i Juliusa Edlera von Bergenstamma jako Acrophaga stelviana.

## Opis
Muchówka o ciele długości od 6 do 11 mm. Ma czarną głowę z żółtymi i żółto oprószonymi twarzą i parafacialiami. U samca szerokość czoła wynosi od 0,155 do 0,172 szerokości głowy, zaś u samicy od 0,382 do 0,406 szerokości głowy. Pręga czołowa samicy jest ponad dwukrotnie, a samca co najwyżej nieco szersza od płytek czołowo-orbitalnych. Arista czułków jest z wierzchu i od spodu owłosiona i wraz z włosami tak szeroka jak pierwszy człon biczyka. Włoski w nasadowej części spodu aristy są dłuższe niż szerokość tejże. Potylica jest wypukła i zaopatrzona w rzędy głównie czarnych szczecin.
Chetotaksja tułowia odznacza się obecnością 3 par szczecinek tarczkowych brzeżnych, 1 szczecinek zabarkowych wewnętrznych i 1 zewnętrznych oraz 1 przedszwowej szczecinek międzyskrzydłowych. Łuseczki skrzydłowa i tułowiowa są całkiem białe. Na tułowiu między przedszwowymi szczecinkami środkowymi grzbietu biegnie wąski, zwykle słabo zaznaczony i niesięgający nasad owych szczecinek pas pozbawiony oprószenia. 
Narządy rozrodcze samca cechują długie epandrium, zespolone pośrodkowo skleryty pałeczkowte, nieco dłuższe od surstyli i podobnie jak one pokryte krótkimi kolcami przysadki odwłokowe, nieuzbrojnony parafallus oraz bardzo wąski pregonit z około siedmioma szczecinkami u wierzchołka. Wierzchołki surstyli są spiczaste. U samicy piąty tergit odwłoka zaopatrzony jest w rząd bardzo silnych kolców brzeżnych, a szósty tergit w głęboką i szeroką, poprzeczną bruzdę. Bardzo długie i wąskie zbiorniki nasienne zaopatrzone są w guzek wierzchołkowy.

## Biologia i występowanie
W północnej Europie owady dorosłe aktywne są od czerwca do sierpnia. Larwy rozwijają się w padlinie.
Owad holarktyczny, związany z klimatem chłodnym oraz piętrem subalpejskim i alpejskim w górach. W Europie znany z północy Wielkiej Brytanii, Norwegii, Szwecji, Finlandii, Niemiec, Szwajcarii, Austrii, Włoch, Polski, Czech, Słowacji, północnej Rosji i Ukrainy. W Azji zasiedla północ Syberii, Pamir i Tienszan. W krainie nearktycznej rozprzestrzeniony jest od Alaski przez Jukon, Terytoria Północno-Zachodnie i północny Quebec po Labrador. Ponadto znany z Grenlandii i wyższych położeń w stanie Kolorado.